# Freightliner Business Class M2
Freightliner Business Class M2 — модельний ряд середньотоннажних вантажівок виробництва Freightliner Trucks. M2 виробляється з червня 2002 року і є наступником серії FL, представленої в 1990-х роках. З точки зору розміру, M2 виробляється в класах від 5 до 8 класу GVWR, конкуруючи в основному з International DuraStar і Ford F-650.

## 2003-2023

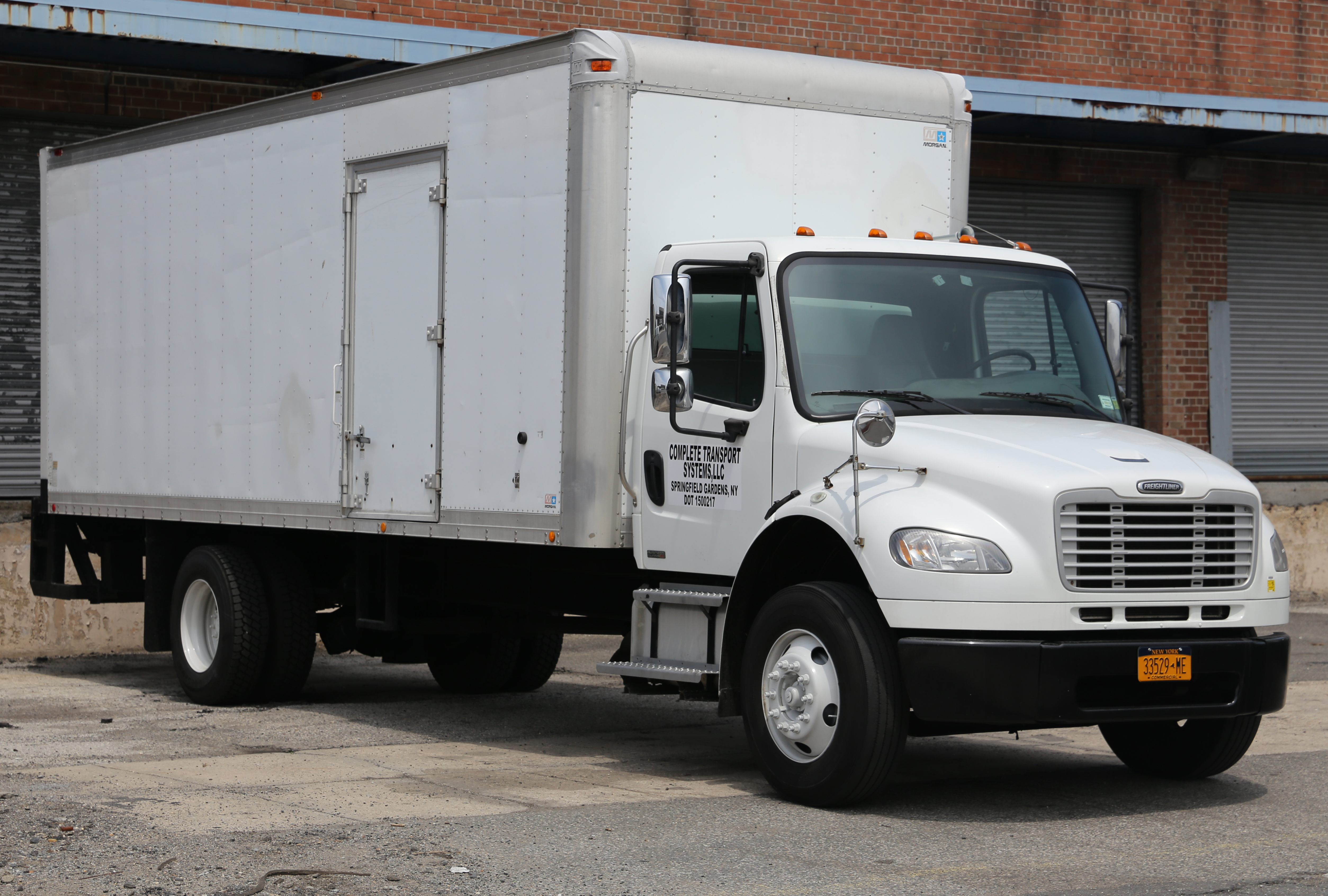
Freightliner Business Class M2 106

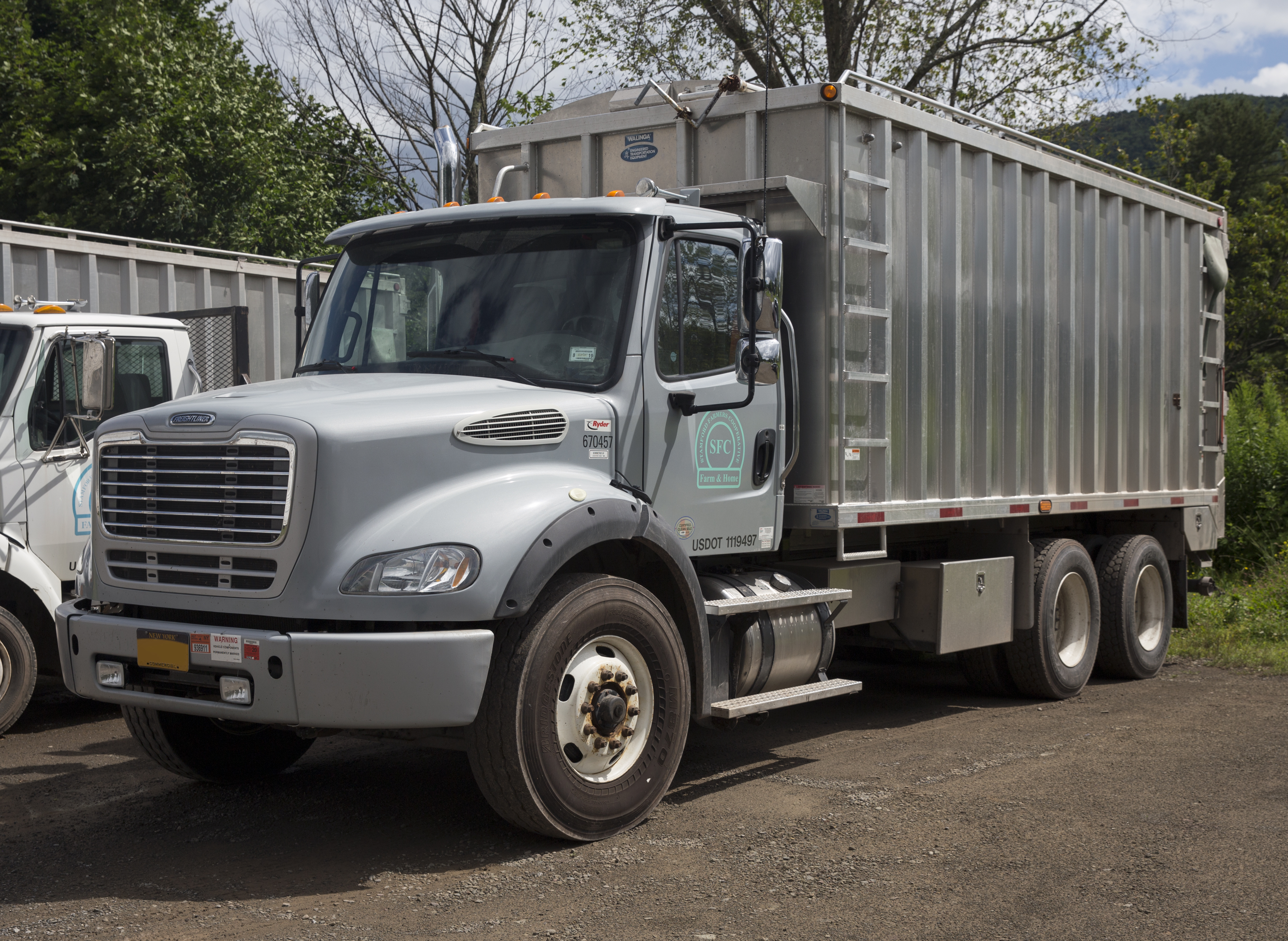
Freightliner Business Class M2 112

Після 250-мільйонної програми розвитку компанії Freightliner бізнес-клас M2 був представлений на початку 2002 року. Починаючи з виробництва 2003 року, повністю нова модельна лінійка була поступово введена в дію як заміна попередньої серії FL. Для виробництва абсолютно нової модельної лінійки виробниче підприємство в Маунт-Холлі, штат Північна Кароліна, зазнало масштабної реконструкції, модернізувавши свої системи складання з підвищеною автоматизацією; розширення також дозволило збільшити виробництво.
На відміну від серії FL, яка прийняла низьку кабіну Mercedes-Benz COE, M2 був розроблений у Північній Америці. На зміну класу 5-8 FL50-80 прийшов M2 106 (позначений його 106-дюймовою довжиною BBC). Протягом 2003 року Freightliner представив Class 5 M2 100 (найменший M2) і M2 112 (замінив FL112). Для всіх трьох моделей пропонувалося три конфігурації кабіни: стандартна кабіна з денною кабіною, подовжена дводверна кабіна та чотиридверна кабіна екіпажу. У той час як 100 і 106 виготовлялися в основному як прямолінійні вантажівки, 112 випускався як прямолінійна вантажівка, так і як напівтягач.
Одночасно з розробкою M2 компанія Daimler Trucks North America внесла численні зміни в інші лінійки вантажівок, що випускаються компанією. Лінійка вантажівок Sterling взяла ряд компонентів від M2 (зменшивши частку деталей, спочатку розроблених компанією Ford, оригінальним розробником). Freightliner Custom Chassis (одноіменна дочірня компанія, що виробляє шасі автобусів і фургонів) також почала розробку транспортних засобів, які є похідними від M2.

## 2024

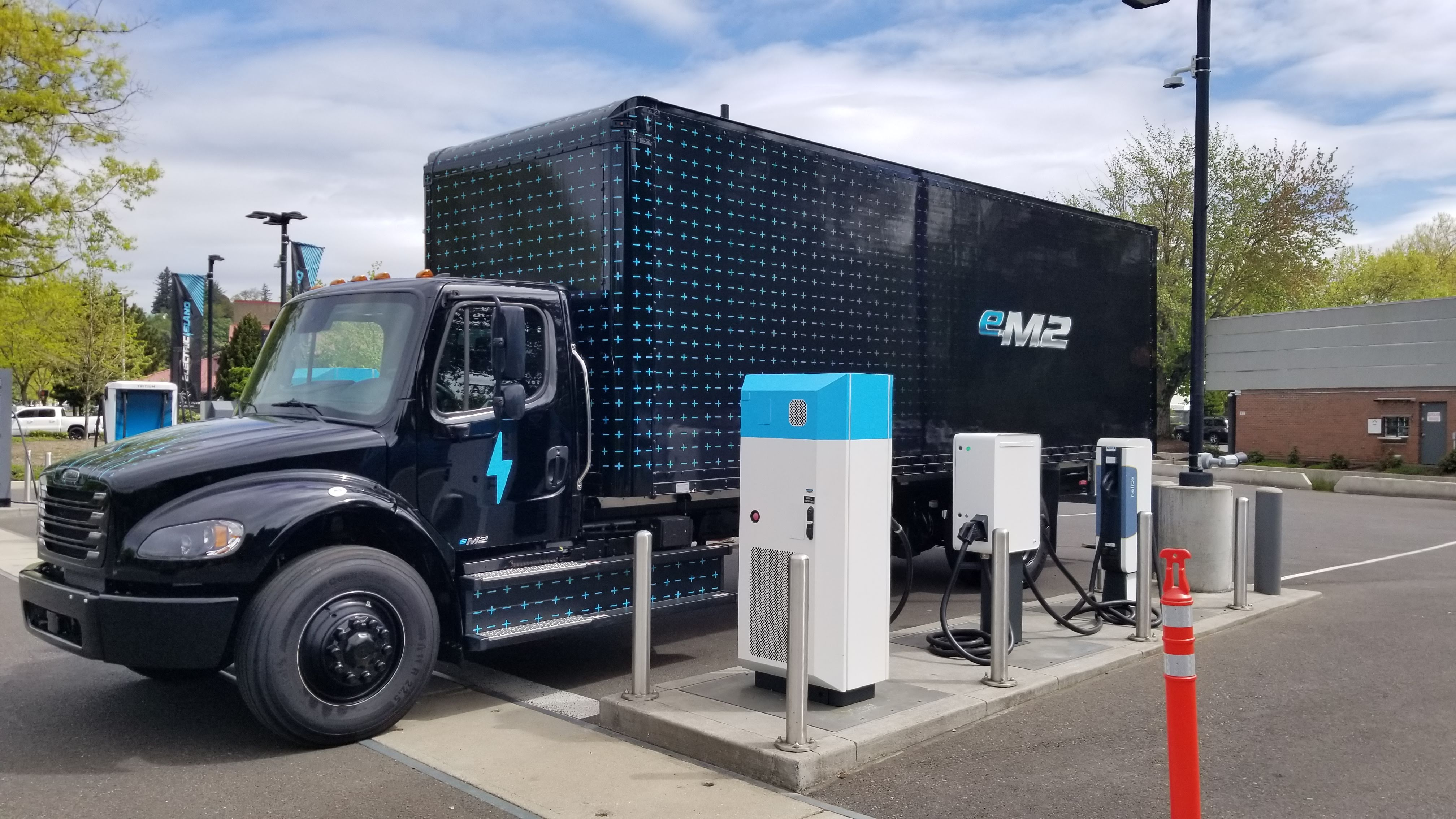
Freightliner eM2 106 (з 2022)

Друге покоління, що продається як M2 Plus, було запущено у виробництво у 2022 році як модель 2023 року. Воно відрізняється оновленим інтер'єром та оновленими гратами радіатора.

## Опис

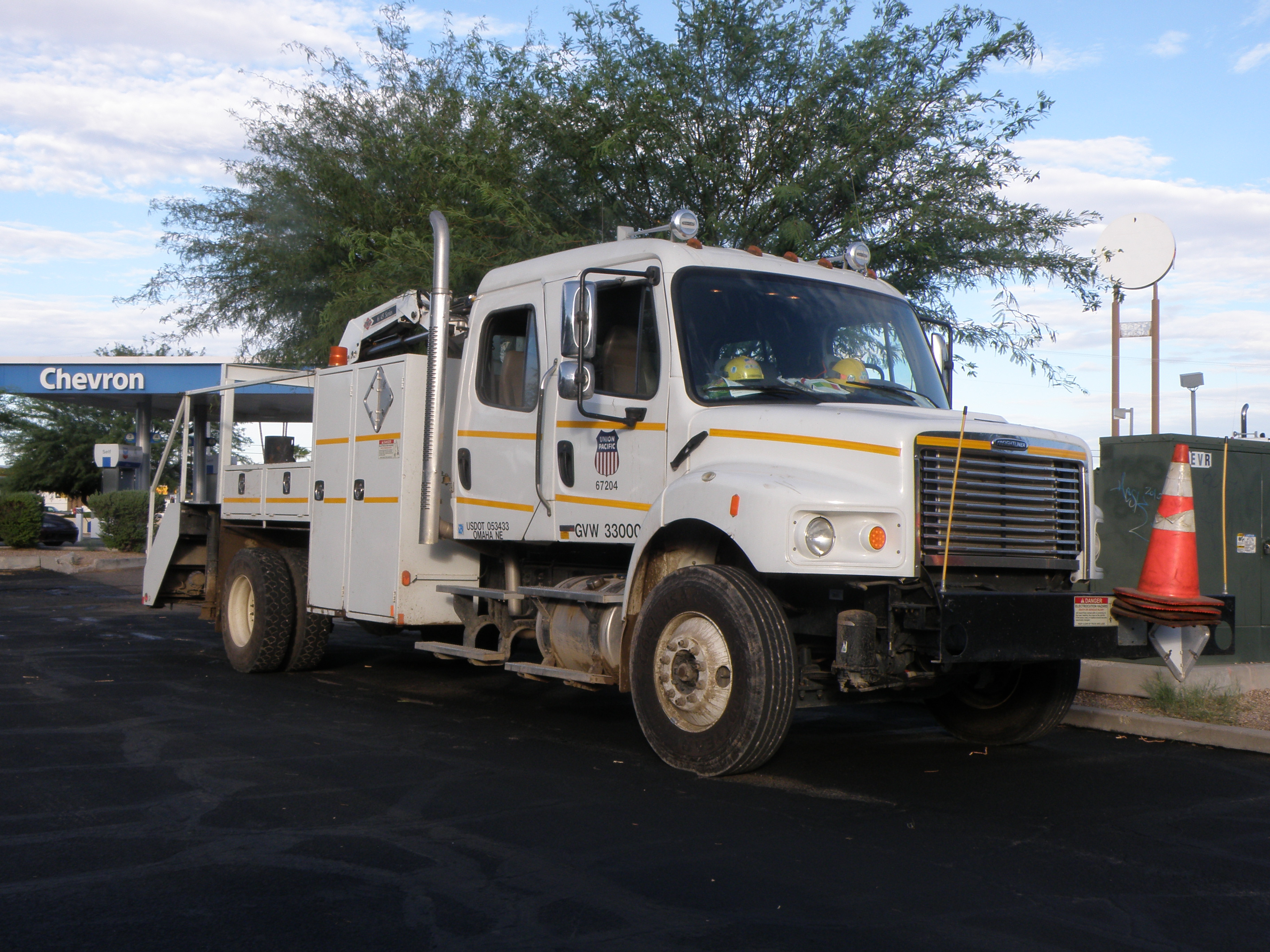
Freightliner Business Class M2 106V Crew Cab

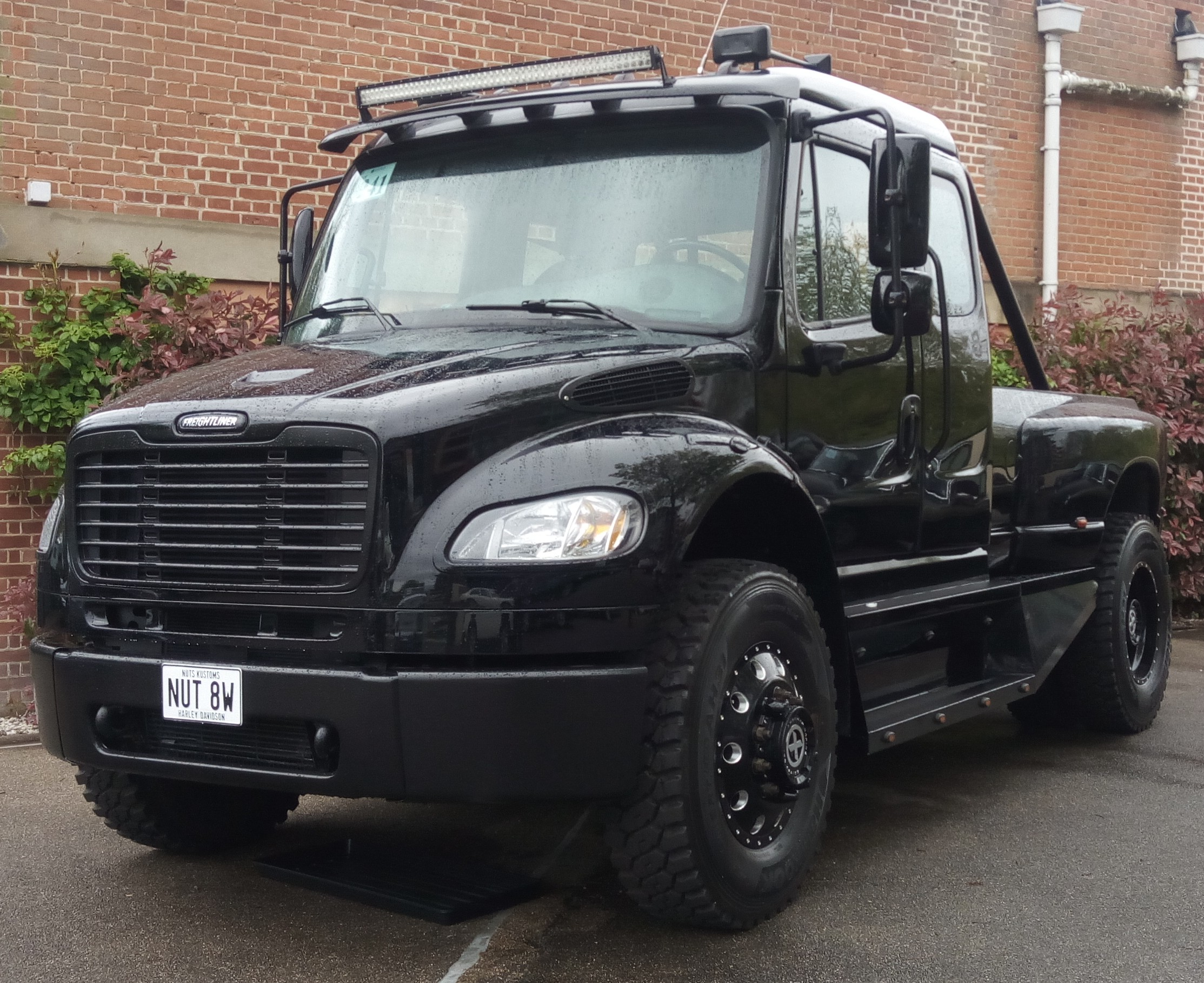
Freightliner Custom

Freightliner виробляє модельний ряд бізнес-класу M2 у Маунт-Голлі, штат Північна Кароліна, та Сантьяго-Тіангуістенко, Мексика. Бізнес-клас M2 виробляється в широкому діапазоні конфігурацій, як середніх, так і важких конфігурацій. Є три різні конфігурації кабіни:
- Day Cab: 106-дюймова денна кабіна із бампером до задньої частини кабіни;
- Extended Cab: 132-дюймова подовжена кабіна;
- Crew Cab: 154-дюймова 4-дверна кабіна, що передбачає розміщення до шести пасажирів[2].

У 2010 році дизайн моделей було трохи змінено. На додаток до легкої алюмінієвої кабіни та великої хромованої решітки радіатора, вантажівки отримали більший радіатор, новий капот та покращені фари.
Моделі Business Class M2 можуть бути укомплектовані одним з трьох двигунів Cummins ISB6.7, ISB8.3 або ISL9, які відрізняються потужністю та крутним максимальним крутним моментом. Вантажівки оснащені механічною коробкою передач Eaton Fuller (від 5 до 13 швидкостей), але також доступні з 10-швидкісними автоматичними коробками Fuller AutoShift або UltraShift.

### eM2
У 2018 році Freightliner представила eM2, прототип електричного фургона 5 класу. Розроблений для місцевого використання, eM2 має запас ходу 230 миль. Після польових випробувань декількох прототипів клієнтами, eM2 почав повномасштабне виробництво в 2023 році як варіант другого покоління M2 Plus. Пропонуються дві версії: вантажівка класу 6 з одним двигуном (запас ходу 180 миль) і вантажівка класу 7 з двома двигунами (запас ходу 250 миль). Двигуни вбудовано в вісь (включаючи двошвидкісну коробку передач), а батарея розміщена під кабіною.

## Двигуни
- Caterpillar 3126/C7 I6 (припинено)
- Cummins ISB5.9 I6 (припинено)
- Cummins ISB6.7 I6
- Cummins ISC I6 (припинено)
- Cummins ISL I6
- Cummins ISL-G I6
- Detroit Diesel DD13 I6 (тільки M2 112)
- Mercedes-Benz MBE900 I4 (припинено)
- Mercedes-Benz MBE900 I6 (припинено)